# Cordes-sur-Ciel

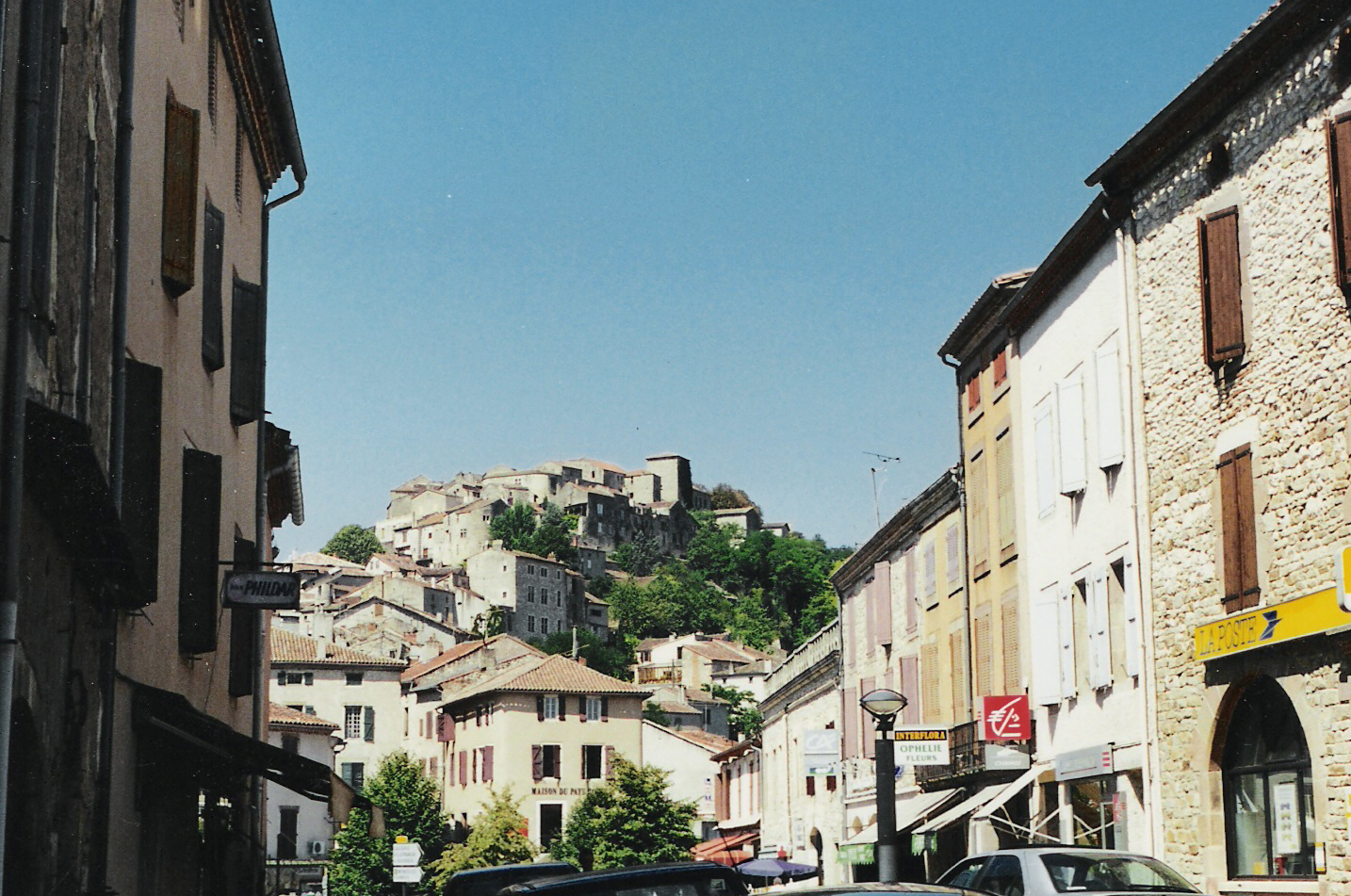
Cordes – Blick von der Unterstadt

Cordes-sur-Ciel (okzitanisch Còrdas) ist eine südfranzösische Gemeinde mit 847 Einwohnern (Stand: 1. Januar 2022) im Département Tarn in der Region Okzitanien. Der auffällig auf einem Hügel liegende Ort hat ein mittelalterliches Erscheinungsbild bewahrt und ist daher ein beliebtes Touristenziel.
2021 wurde Cordes-sur-Ciel mit dem Prädikat Die schönsten Dörfer Frankreichs ausgezeichnet.

## Lage
Cordes liegt auf einer Anhöhe in der Kulturlandschaft des Albigeois ca. 80 km (Fahrtstrecke) südöstlich von Cahors bzw. ca. 25 km nordwestlich von Albi in einer Höhe von ca. 240 bis 285 m. Auf der Nordseite des Hügels fließt der Cérou, ein Nebenfluss des Aveyron, vorbei. Das Klima ist gemäßigt, Regen fällt ganzjährig.

## Bevölkerungsentwicklung
| Jahr      | 1800 | 1851 | 1901 | 1954 | 1999 | 2018 |
| Einwohner | 2303 | 2925 | 1798 | 1134 | 996  | 828  |

Der kontinuierliche Rückgang der Einwohnerzahlen seit der Mitte des 19. Jahrhunderts ist im Wesentlichen auf die Mechanisierung der Landwirtschaft zurückzuführen; erst seit den 1980er Jahren ist die Zahl annähernd stabil.

## Wirtschaft
Die Bewohner des Ortes lebten teils als Selbstversorger von der Landwirtschaft; andererseits war Cordes ein wichtiges regionales Markt- und Handelszentrum. Bereits früh entstand am Ufer des Cérou ein Gerberviertel, das jedoch im 19. Jahrhundert weitgehend verschwand. Auch Wein wurde in geringem Umfang angebaut; er wird heute unter den Appellationen Côte du Tarn, Comté Tolosan, Gaillac etc. vermarktet. Inzwischen spielt der Tourismus die wichtigste Rolle im Wirtschaftsleben des Ortes.

## Geschichte
Es ist unklar, seit wann und in welchem Umfang die Bergspitze bereits vor der Gründung einer Bastide in der Zeit des Albigenserkreuzzugs (1209–1229) durch Raimund VII., den Grafen von Toulouse, im Jahr 1222 besiedelt war. Der alte Name des Ortes lautete Cordua und ist wahrscheinlich als Hinweis auf die Stadt Córdoba in Al-Andalus zu verstehen; beide Städte waren im Mittelalter bedeutende Stätten der Lederherstellung und -verarbeitung. Gemäß den Bestimmungen des Vertrags von Paris wurde 1229 Jeanne, die einzige Tochter und somit alleinige Erbin des Grafen Raimund VII., mit Alfons von Poitiers verlobt, dem Bruder des Königs Ludwig IX. Die Ehe wurde 1241 geschlossen, blieb jedoch kinderlos. Nach ihrem Tod (1271) fiel das Erbe, zu welchem auch weite Teile des Albigeois und die Stadt Cordes gehörten, an die französische Krone. Eine wirtschaftliche Blütezeit erlebte Cordes vom 13. bis zum 16. Jahrhundert; auch die Hugenottenkriege (1562–1598) hatten nur wenig Einfluss auf die Geschicke der damals über 5.000 Einwohner zählenden Stadt. Der Zusatz sur-Ciel wurde im Jahr 1947 durch die Journalistin Jeanne Ramel-Cals erfunden, aber erst 1993 dem Ortsnamen offiziell angefügt.

## Sehenswürdigkeiten
Zahlreiche Einzelbauten von Cordes sind als Monuments historiques anerkannt (siehe: Liste der Monuments historiques in Cordes-sur-Ciel); die wichtigsten sind:
- die spätmittelalterlichen Stadttore Porte de la Jane, Porte de l’Horloge und Porte des Ormeaux
- die Handels- und Bürgerhäuser Maison du Grand Fauçonnier, Maison du Grand Veneur, Maison Gaugiran, Maison Gorsse und Maison Fompeyrouse
- die spätmittelalterliche Markthalle (halle) mit ihrem über 100 m tiefen Brunnen
- die spätmittelalterliche Kirche Saint-Michel
- das Musée Arts du Sucre et du Chocolat befindet sich in der 33 Grand Rue Raimond VII[6]

außerhalb
- Auf dem Weg hinunter ins Tal des Cérou befindet sich die befestigte Mühle Moulin de la Tour.

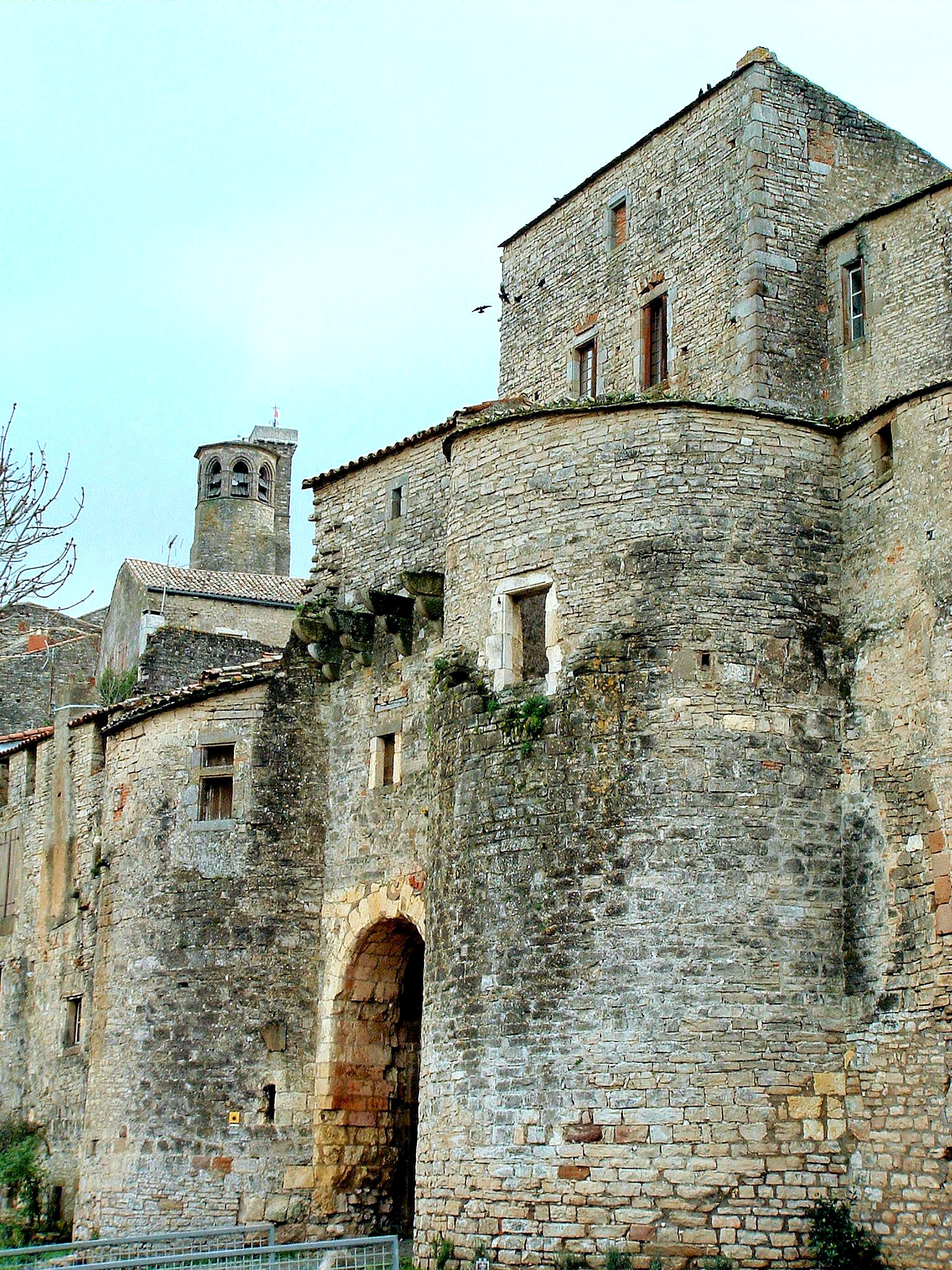
Porte de la Jane
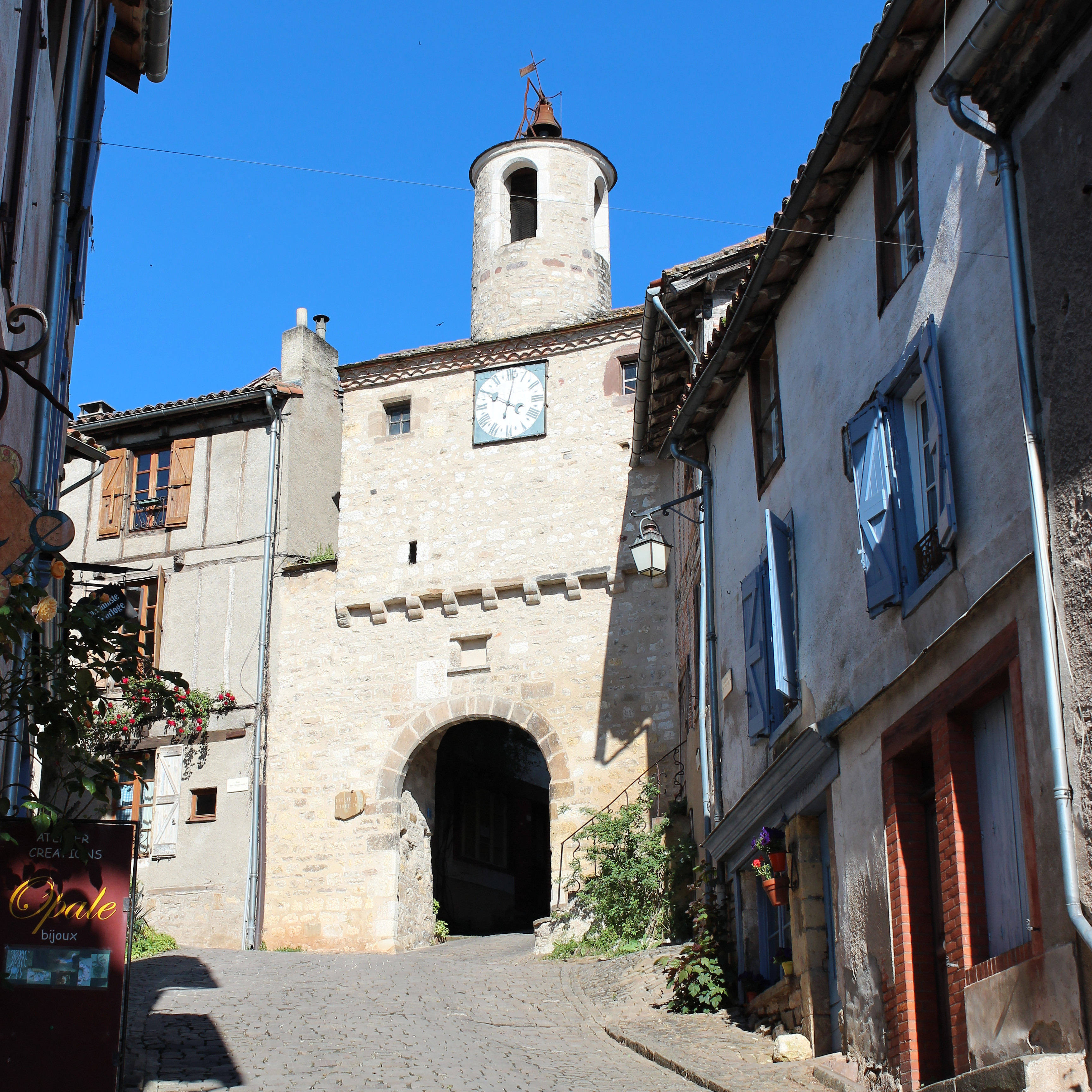
Porte de l’Horloge
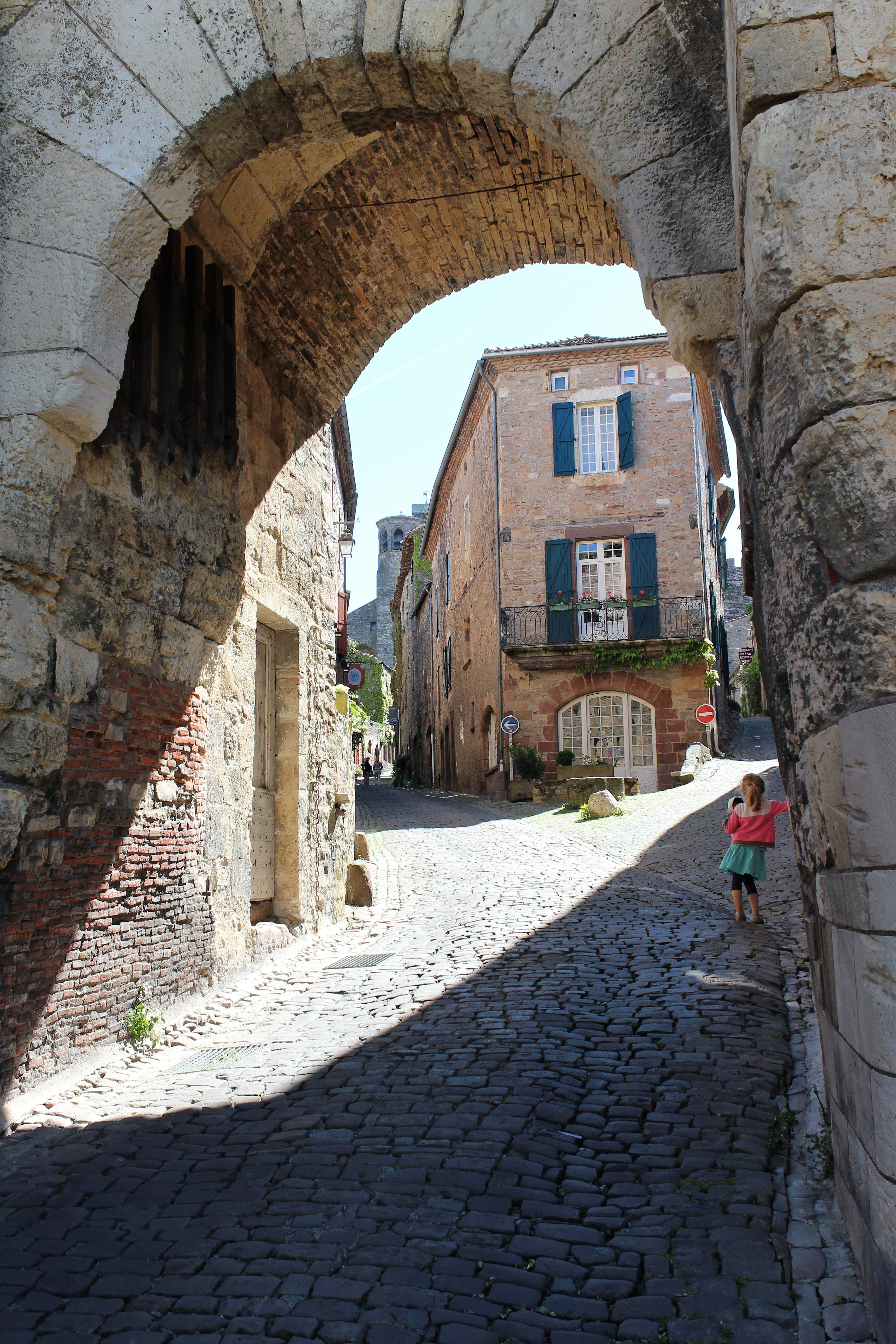
Porte des Ormeaux
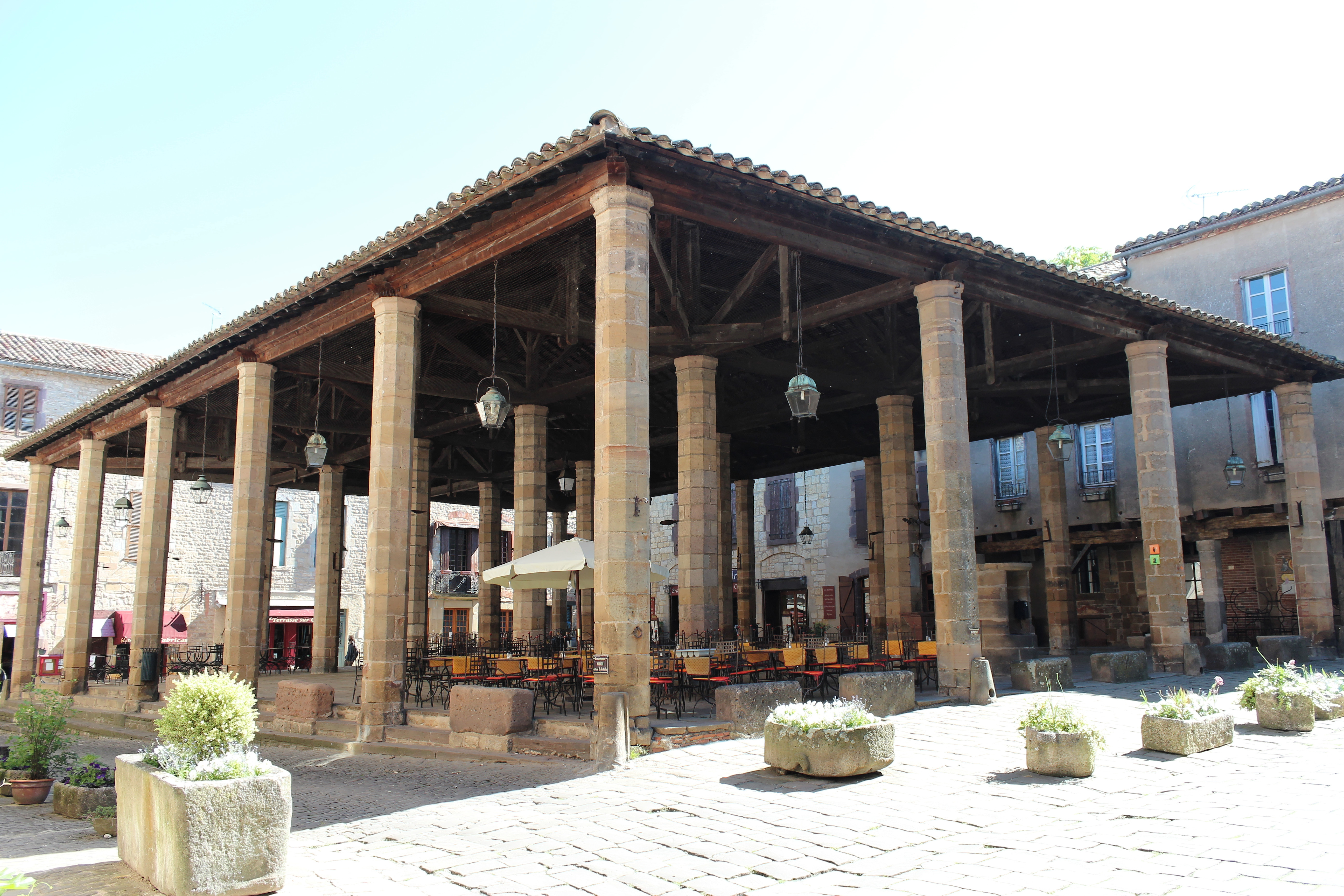
Markthalle
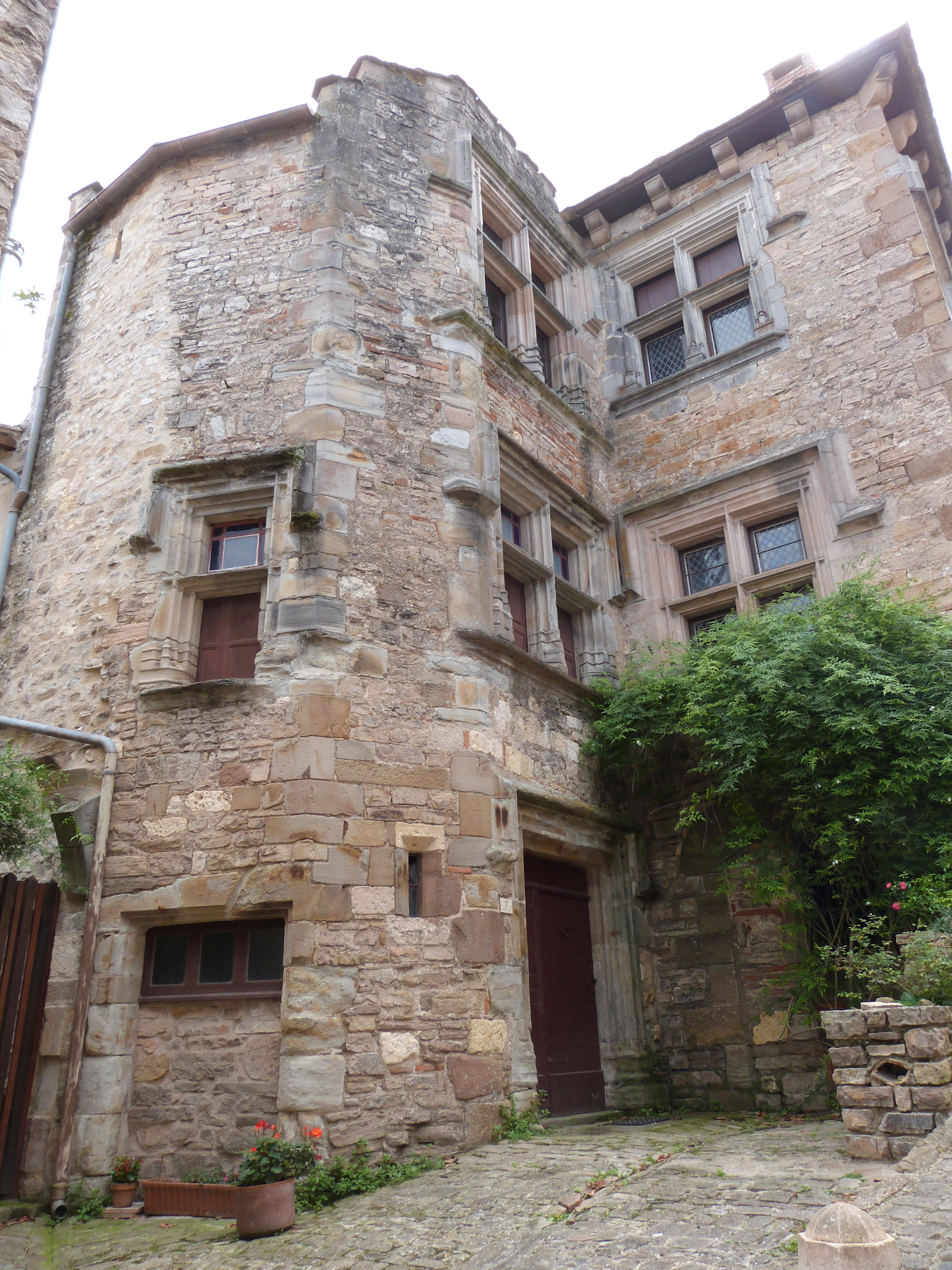
Maison Gorsse
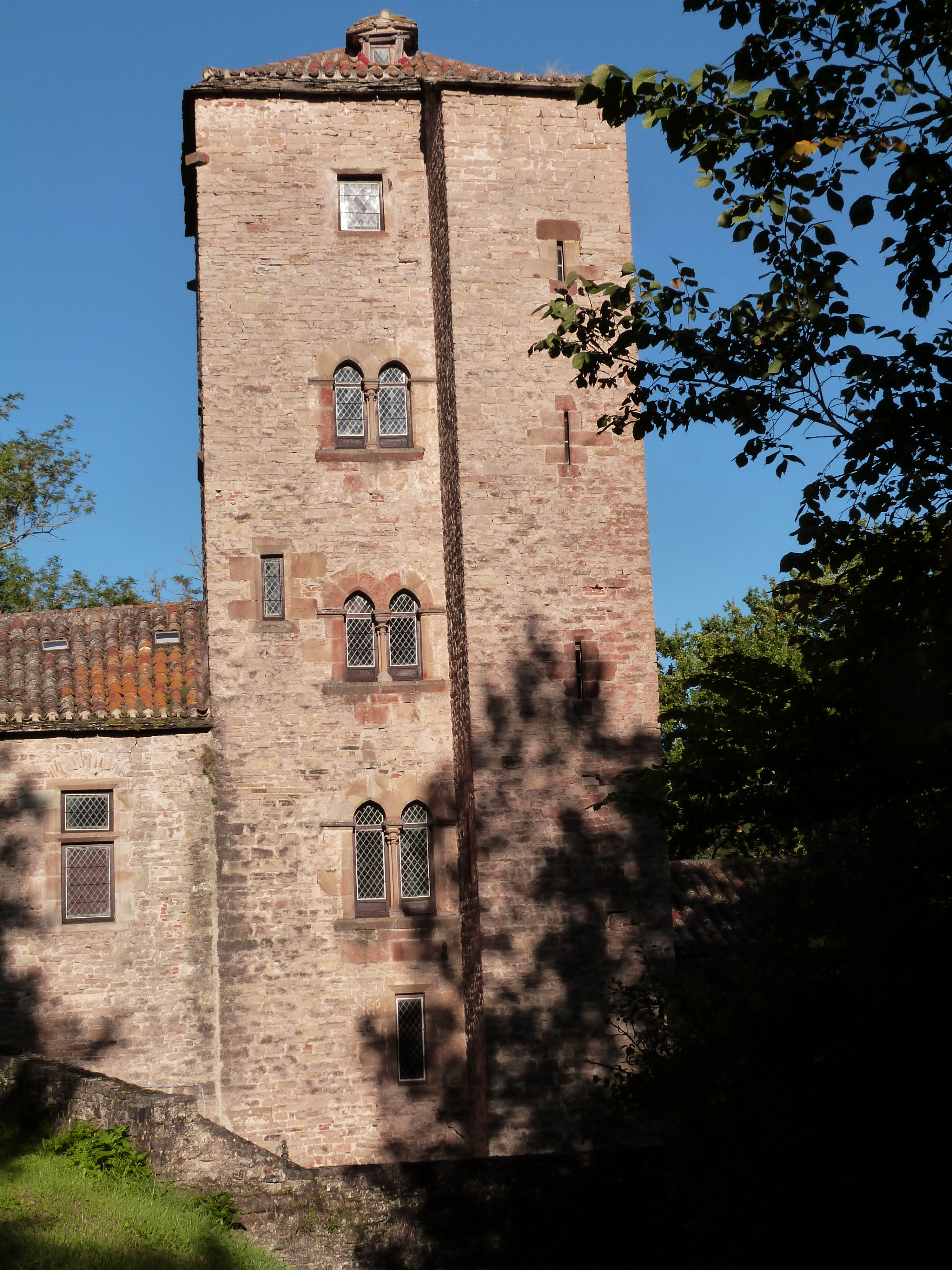
Moulin de la Tour